# Emma Verwée
Emma Verwée, née à Schaerbeek le 14 octobre 1871 et morte en 1942, est une artiste peintre belge.

## Biographie

### Famille
Emma (Emma Mathilde Claire) Verwée, née rue Rogier no 278 à Schaerbeek le 14 octobre 1871, est la fille de l'artiste peintre Alfred Verwée (1835-1895) et de Hermine Wilhelmine Vernieuwe (1841-1906). Sa déclaration de naissance est signée par les artistes Edmond Lambrichs et Constantin Meunier.

### Carrière
Emma Verwée se forme auprès du peintre Ernest Blanc-Garin.
Membre du Cercle des femmes peintres, elle expose en 1893 à l'un des quatres salons organisés par l'association bruxelloise. Elle se fait également connaître en exposant un portrait lors du Salon de Bruxelles de 1897, puis trois portraits au Salon de Bruxelles de 1903. 
En 1909, sa carrière est documentée pour la dernière fois dans la presse, lors de la parution d'un de ses dessins dans l'Album de la Belgique artistique et littéraire au profit des victimes de la catastrophe de Sicile et Calabre. 
En 1929, Emma Verwée et son amie Emma Lefébure (1858-1944), directrice d'un pensionnat de jeunes filles, font appel à l'architecte Jean-Jules Eggericx afin de bâtir, à leur usage privé, au square du Solbosch à Ixelles, une maison à toit plat comprenant deux appartements de style moderniste. Emma Verwée meurt en 1942.

## Œuvre

### Caractéristiques
Son champ pictural comprend les portraits, les figures et les intérieurs.  

### Réception critique
En 1903, le quotidien belge L'Indépendance belge publie : « Digne fille de l'illustre animalier, Emma Verwée a adressé une toile représentant un groupe familial. Une mère est placée au milieu de ses trois enfants, deux jeunes filles et une fillette. Les robes roses et noires marient leurs tons et leurs chairs sont modelées avec adresse. »
Au sujet du même portrait de famille, la critique du même quotidien est plus mitigée sous la plume d'un certain C.T. : « Il est un portrait qui nous attire tant par ses qualités que ses défauts. Certes les défauts sont criants. À quoi bon les souligner puisque tout le monde les voit ? Il est clair que l'artiste ne possède pas encore son métier. Sa peinture manque de souplesse, son modelé de précision. Mais la qualité est de premier ordre, illustrée par le don de la couleur, la vision générale des nuances subtiles et des antithèses saisissantes. Emma Verwée n'est pas de la famille des poètes, mais la nature l'a douée d'un œil capable de nous révéler maint aspect des choses qui nous échapperait sans son intervention. »